# Taça de Portugal 2020/21
De Taça de Portugal 2020-21 is de 81ste editie van de  Taça de Portugal een voetbaltoernooi voor clubteams uit Portugal. Het toernooi begon op 26 september 2020 met de wedstrijden in de 1e ronde en zal eindigen met de finale op 23 mei 2021. FC Porto is de titelhouder.

## Laatste 16
|                       |                       |     |                 |                                                       |
| 11 januari 2021 21:15 | Marítimo (1)          | 2–0 | (1) Sporting CP | Estádio dos Barreiros Scheidsrechter: Manuel Oliveira |
| 11 januari 2021 21:15 | Pinho 68' Andrade 79' |     |                 | Estádio dos Barreiros Scheidsrechter: Manuel Oliveira |

|                       |             |     |                      |                                                     |
| 12 januari 2021 14:00 | Rio Ave (1) | 1–2 | (2) Estoril          | Estádio dos Arcos Scheidsrechter: Artur Soares Dias |
| 12 januari 2021 14:00 | Dala 65'    |     | Aziz 14' Vidigal 31' | Estádio dos Arcos Scheidsrechter: Artur Soares Dias |

|                       |                |     |                        |                                                                                 |
| 12 januari 2021 17:00 | Moreirense (1) | 1–2 | (1) Santa Clara        | Parque de Jogos Comendador Joaquim de Almeida Freitas Scheidsrechter: Rui Costa |
| 12 januari 2021 17:00 | Silva 51'      |     | Ukra 36' Moghanlou 87' | Parque de Jogos Comendador Joaquim de Almeida Freitas Scheidsrechter: Rui Costa |

|                       |                        |     |                                                    |                                                  |
| 12 januari 2021 18:00 | Nacional (1)           | 2–4 | (1) Porto                                          | Estádio da Madeira Scheidsrechter: António Nobre |
| 12 januari 2021 18:00 | Róchez 25' Riascos 62' |     | - Díaz 22' Evanilson 89' Oliveira 102' Taremi 115' | Estádio da Madeira Scheidsrechter: António Nobre |

|                       |                        |                                                  |             |                                               |
| 12 januari 2021 21:15 | Estrela da Amadora (3) | 0–4                                              | (1) Benfica | Estádio José Gomes Scheidsrechter: Joao Bento |
| 12 januari 2021 21:15 |                        | Chiquinho 42', 63' Seferović 51' Waldschmidt 66' |             | Estádio José Gomes Scheidsrechter: Joao Bento |

|                       |                                                            |     |               |                                                            |
| 13 januari 2021 15:30 | Braga (1)                                                  | 5–0 | (3) Torreense | Estádio Municipal de Braga Scheidsrechter: Agostinho Silva |
| 13 januari 2021 15:30 | Rolando 24' Ruiz 28', 61' Esgaio 52' Oliveira 90+3' (pen.) |     |               | Estádio Municipal de Braga Scheidsrechter: Agostinho Silva |

|                       |                                 |     |                                                |                                                                       |
| 14 januari 2021 14:00 | Fafe (3)                        | 2–3 | (1) Belenenses SAD                             | Parque Municipal dos Desportos de Fafe Scheidsrechter: Iancu Vasilica |
| 14 januari 2021 14:00 | Nogueira 19' Neves 45+5' (pen.) |     | Cardoso 88' (pen.), 90+7' (pen.) Teixeira 120' | Parque Municipal dos Desportos de Fafe Scheidsrechter: Iancu Vasilica |

|                       |                                |     |                        |                                                          |
| 14 januari 2021 20:30 | Gil Vicente (1)                | 3–2 | (2) Académico de Viseu | Estádio Cidade de Barcelos Scheidsrechter: Tiago Martins |
| 14 januari 2021 20:30 | Abbas 28' Talocha 80' Lino 96' |     | Mesquita 14' Paná 76'  | Estádio Cidade de Barcelos Scheidsrechter: Tiago Martins |

## Kwartfinales
|                       |              |          |                                               |                                                       |
| 27 januari 2021 20:15 | Marítimo (1) | 1–3 n.v. | (2) Estoril                                   | Estádio dos Barreiros Scheidsrechter: Hélder Malheiro |
| 27 januari 2021 20:15 | Joel 30'     |          | Gamboa 90+10' (pen.) Lazare 97' Harramiz 109' | Estádio dos Barreiros Scheidsrechter: Hélder Malheiro |

|                       |                               |     |                    |                                              |
| 28 januari 2021 21:15 | Benfica (1)                   | 3–0 | (1) Belenenses SAD | Estádio da Luz Scheidsrechter: João Pinheiro |
| 28 januari 2021 21:15 | Núñez 32' Silva 37' Cervi 72' |     |                    | Estádio da Luz Scheidsrechter: João Pinheiro |

|                       |                    |     |                 |                                                         |
| 28 januari 2021 19:45 | Braga (1)          | 2–1 | (1) Santa Clara | Estádio Municipal de Braga Scheidsrechter: Nuno Almeida |
| 28 januari 2021 19:45 | Horta 25' Ruiz 43' |     | Crysan 90+6'    | Estádio Municipal de Braga Scheidsrechter: Nuno Almeida |

|                       |                 |                       |           |                                                      |
| 29 januari 2021 20:45 | Gil Vicente (1) | 0–2                   | (1) Porto | Estádio Cidade de Barcelos Scheidsrechter: Rui Costa |
| 29 januari 2021 20:45 |                 | Corona 10' Taremi 88' |           | Estádio Cidade de Barcelos Scheidsrechter: Rui Costa |

## Halve finales
|                       |                   |     |           |                                                                         |
| 9 februari 2021 20:15 | Braga (1)         | 1–1 | (1) Porto | Estádio Municipal de Braga Toeschouwers: 0 Scheidsrechter: Luís Godinho |
| 9 februari 2021 20:15 | Fransérgio 90+12' |     | Taremi 9' | Estádio Municipal de Braga Toeschouwers: 0 Scheidsrechter: Luís Godinho |

|                    |                       |     |                           |                                                                     |
| 3 maart 2021 21:00 | Porto (1)             | 2–3 | Braga (1)                 | Estádio do Dragão Toeschouwers: 0 Scheidsrechter: Artur Soares Dias |
| 3 maart 2021 21:00 | Otávio 30' Marega 75' |     | - Ruiz 9', 14' Piazon 28' | Estádio do Dragão Toeschouwers: 0 Scheidsrechter: Artur Soares Dias |

|                        |             |     |                              |                                                                               |
| 11 februari 2021 20:15 | Estoril (2) | 1–3 | (1) Benfica                  | Estádio António Coimbra da Mota Toeschouwers: 0 Scheidsrechter: António Nobre |
| 11 februari 2021 20:15 | Vidigal 24' |     | Núñez 45', 78' Seferović 69' | Estádio António Coimbra da Mota Toeschouwers: 0 Scheidsrechter: António Nobre |

|                    |                           |     |             |                                                                |
| 4 maart 2021 15:00 | (1) Benfica               | 2–0 | Estoril (2) | Estádio da Luz Toeschouwers: 0 Scheidsrechter: Hélder Malheiro |
| 4 maart 2021 15:00 | Ramos 43' Waldschmidt 90' |     |             | Estádio da Luz Toeschouwers: 0 Scheidsrechter: Hélder Malheiro |

## Finale
|                   |                           |     |         |                                                                                 |
| 23 mei 2021 20:30 | Braga                     | 2–0 | Benfica | Estádio Cidade de Coimbra, Coimbra Toeschouwers: 0 Scheidsrechter: Nuno Almeida |
| 23 mei 2021 20:30 | Piazon 45+3' R. Horta 85' |     |         | Estádio Cidade de Coimbra, Coimbra Toeschouwers: 0 Scheidsrechter: Nuno Almeida |